# Bostra arcuata
Bostra arcuata – gatunek owada z rzędu straszyków i rodziny Diapheromeridae.
Gatunek ten opisany został w 1908 roku przez Josepha Redtenbachera na podstawie pojedynczego okazu larwalnej formy samicy.
Holotyp ma smukłe ciało długości 94 mm, ubarwione szaro z czarnymi znaczeniami. Na ciemieniu ma podwójny rożek o   liściowatym kształcie i zaokrąglonym wierzchołku. Tułów ma prawie gładki wierzch i ziarenkowane płytki boczne. Segment analny odwłoka jest zaokrąglony.
Owad neotropikalny, znany wyłącznie z brazylijskiego stanu Espírito Santo.